# Astartéherouenemef
Astartéherouenemef, est un des fils de Ramsès II.

## Biographie
Son nom, à consonance étrangère, signifie « Astarté est avec son bras droit ». Il est inscrit sur un bloc de pierre originellement déposé au Ramesséum, puis réutilisé à Médinet Habou. 
Sa mère devait être d'origine asiatique.